# کشتار یانگجو
کشتار یانگجو نام یک رویداد در سده هشتم میلادی است که در چین رخ داد.
بر طبق اندک روایات موجود باقی‌مانده از این دوره از دودمان تانگ در جنوب چین، ده‌ها هزار ایرانی و عرب مسلمان و زرتشتی تاجر ساکن چین، قتل‌عام شدند.
پس از این رویداد، ایرانیان کشتار گوانگجو را نیز تجربه کردند.